# Бойко, Элизабет
Элизабет Бойко (24 сентября 1892, Вена — 14 декабря 1985, Реховот, Центральный округ) — австрийско-израильский ботаник, известна как новатор в использовании солёной воды для орошения пустынных растений в Израиле, вместе со своим мужем Хьюго Бойко. От Хьюго у неё родились сын и две дочери, одна из дочерей — писательница и художница Ева Ави-Йона.
Элизабет получила премию Уильяма Ф. Петерсена от Международного общества биометеорологии.
Элизабет Бойко умерла в Реховоте в 1985 году в возрасте 93 лет.

## Избранные труды
- Boyko, Elisabeth. The building of a desert garden: the first year's experience of Elath at the north-eastern shore of the Red Sea :  [англ.]. — 1952.
- Boyko, H. Seawater irrigation: a new line of research on a bioclimatological plant-soil complex :  [англ.] / H Boyko, Elisabeth Boyko. — International Society of Bioclomatiology and Biometeorology, 1959.
- Boyko, Hugo. Principles and Experiments Regarding Direct Irrigation with Highly Saline and Sea Water Without Desalination :  [англ.] / Hugo Boyko, Elisabeth Boyko. — 1964.